# Pseudoswammerdamia
Pseudoswammerdamia is een geslacht van vlinders van de familie stippelmotten (Yponomeutidae), uit de onderfamilie Yponomeutinae.

## Soorten
- P. apicella Donovan, 1792
- P. aurofinitella Duponchel, 1842
- P. combinella

Rode duifmot (Hübner, 1786)
- P. comptella Jacob Hübner, 1796